# Palpita spilogramma
Palpita spilogramma là một loài bướm đêm trong họ Crambidae.